# Oswald Bärwinkel
Oswald Bärwinkel (* 29. Juli 1920 in Leipzig; † 3. November 2006 ebenda) war von 1970 bis 1982 Generaldirektor des Chemiekombinats Buna in der DDR und 1969/70 Präsident des Deutschen Box-Verbands der DDR (DBV).

## Leben
Bärwinkel, Sohn eines Kaufmanns, war nach der Volksschule als Hilfsmechaniker tätig und wurde 1940 in die deutsche Wehrmacht eingezogen. Bis 1945 kämpfte er im Zweiten Weltkrieg und geriet kurz vor Kriegsende in sowjetische Kriegsgefangenschaft, aus der er 1949 entlassen wurde. 1947/48 besuchte er eine Antifaschule in Rostow.
Nach seiner Rückkehr nach Deutschland war er bis 1950 als Transportarbeiter tätig und war dann bis 1953 hauptamtlicher Funktionär des Freien Deutschen Gewerkschaftsbunds (FDGB). 1952 wurde Bärwinkel SED-Mitglied. 1953 wechselte Bärwinkel als Sachbearbeiter zu den Leuna-Werken in Halle (Saale) und war ab 1954 als Gleis- und Transportarbeiter im Braunkohlenwerk Bitterfeld tätig.
1955 wurde Bärwinkel Abteilungsleiter und Arbeitsdirektor im Chemiewerk Coswig und 1956 Abteilungsleiter in der Hauptverwaltung Schwerchemie im Ministerium für Chemische Industrie der DDR. Von 1955 bis 1960 absolvierte Bärwinkel ein Fernstudium an der Universität Leipzig und erlangte das Diplom in Wirtschaftswissenschaften. Von 1960 bis 1967 und dann wieder 1969/70 war er Arbeitsdirektor der Filmfabrik Wolfen.
1967/68 war Bärwinkel Kursant an der Parteihochschule der KPdSU in Moskau und wurde 1970 Generaldirektor der Chemischen Werke Buna in Schkopau und 1971, als Nachfolger von Hans Singer, auch des DDR-weiten Chemiekombinats. 1982 ging Bärwinkel in den Ruhestand.
1969/70 war Bärwinkel Präsident des Deutschen Box-Verbands der DDR (DBV).